# Zygocanna buitendijki
Zygocanna buitendijki är en nässeldjursart som beskrevs av Stiasny 1928. Zygocanna buitendijki ingår i släktet Zygocanna och familjen Aequoreidae. Inga underarter finns listade i Catalogue of Life.